# تورنيفورت
تورنيفور (بالفرنسية: Tournefort)‏ هي بلدية فرنسية تقع في إقليم الألب البحرية من منطقة بروفنس ألب كوت دازور في جنوب شرق فرنسا. تبلغ مساحة هذه المدينة 10.13 (كم²)، وترتفع عن سطح البحر 630 م، يبلغ عدد سكانها 149 نسمة حسب إحصاء المعهد الوطني للإحصاء والدراسات الاقتصادية سنة 2009 م. وترأس Jacques Tuticci البلدية خلال فترة (2008-2014).

## وصلات خارجية
- صفحة البلدية على موقع المعهد الوطني للإحصاء والدراسات الاقتصادية